# NGC 557
NGC 557 é uma galáxia espiral barrada (SB0-a) localizada na direcção da constelação de Cetus. Possui uma declinação de -01° 38' 18" e uma ascensão recta de 1 horas, 26 minutos e 25,1 segundos.
A galáxia NGC 557 foi descoberta em 20 de Novembro de 1886 por Lewis A. Swift.